# Pollença
Pollença és una vila i municipi del nord de Mallorca, al peu de la serra de Tramuntana, que limita amb els termes municipals de Campanet, Escorca, Alcúdia i la Pobla. La vila està situada a prop de 6 quilòmetres del seu port, el Port de Pollença.

## Nom
El nom de Pollença deriva, en darrera instància, de la ciutat romana de Pol·lència. Aquesta ciutat era situada a l'indret on es troba actualment la vila d'Alcúdia; el desplaçament del topònim es deu al fet que, durant l'antiguitat tardana, la ciutat de Pol·lència es despoblà, però el nom romangué per anomenar la contrada, i, en època islàmica, la capital del districte, anomenat Bullansa, es trobava en el lloc on, segles més tard, es fundaria la vila de Pollença.

## Història
El terme fou poblat ja d'època antiga, com ho testimonien els més de setanta jaciments que s'hi documenten. Hi destaca el jaciment de Bócor, una població indígena federada després de la conquesta romana, de la qual es coneix l'estatus jurídic gràcies a la troballa de dues tabulae patronatus en bronze. Per la proximitat amb Pol·lència, ciutat romana situada sota l'actual Alcúdia, el terme degué ésser molt explotat durant l'ocupació romana, principalment testimoniat per l'aprofitament de l'aigua que venia de Ternelles. No obstant això, l'anomenat Pont romà no data d'aquesta època, ans sembla que és d'època islàmica. D'aquesta època es conserva una inscripció a la possessió de Son Grua dedicada a Zaynab hint Abi Alhakam, mort el 517 després de l'hègira. Llavors, Pollença era un districte que englobava també el terme d'Alcúdia, i que rebia el nom de Bullānsa. Els musulmans foren els darrers que poblaren l'illa, i allà hi feren la darrera resistència a la conquesta catalana.
Després del Repartiment, els principals beneficiaris a Pollença foren els de l'Orde del Temple, juntament amb altres magnats de la primera Mallorca, les terres pollencines dels quals, amb el temps, anaren essent adquirides dels templers. El 1312, quan l'orde fou abolit i els seus béns passaren a l'Orde de Sant Joan de l'Hospital, tot el terme de Pollença era sota gran influència d'aquest darrer orde, i la parròquia en depengué fins a 1834. La casa del Temple es trobava annexa a la parròquia, per bé que no es conserva. Pollença va créixer molt ràpidament després del repoblament, i el 1329 ja comptava amb més de 3.000 habitants; aquest total de població, però, decaigué fins a la meitat després de la pesta negra el 1349.
Pollença ha estat una zona de Mallorca particularment donada als enfrontaments bèl·lics, probablement per la proximitat amb la costa catalana i la presència del Castell del Rei. Així, a més del setge al castell durant la conquesta cristiana, l'expedició del Rei en Jaume, en un primer moment, tenia la intenció de desembarcar a la badia de Pollença, i només una forta tempesta que desvià les naus cap a Andratx ho impedí. El castell fou escenari de resistència en els enfrontaments entre Jaume II de Mallorca i Alfons el Franc i, més tard, el darrer reducte del partit de Jaume III de Mallorca (el qual havia arribat a l'illa el 1343 desembarcant a Pollença) en el seu enfrontament amb Pere el Cerimoniós. Jaume III provà de recuperar l'illa el 1349, sense succés, després de desembarcar a Formentor i enfrontar-se a l'exèrcit reial a la vila de Pollença, la qual fou saquejada. La Revolta Forana el segle xv tengué participació pollencina i el darrer any de la guerra, el 1453, encara hi havia forans que combatien en guerrilles a les muntanyes de Pollença i Escorca. També durant les Germanies, Pollença s'alineà amb els revoltats, i els pollencins tengueren un paper important en el setge d'Alcúdia. El 1522, l'armada reial desembarcà a Alcúdia i el 29 d'octubre reprimí la vila de Pollença a sang i foc, fet conegut com el dia de la Destrossa.
També durant els segles xv i xvi, Pollença hagué de fer front als atacs pirates. Així, el 1534 els pollencins refusaren un desembarcament a Formentor; el 1537 emboscaren un grup de corsaris sarraïns que havien desembarcat a Cala Estremer. No obstant això, destaquen els fets de 1550, quan el corsari turc Dragut ocupà la vila amb 1.500 homes; els pollencins, encapçalats per Joan Mas, hi feren front i aconseguiren fer-los reembarcar, perdent —això sí— més de trenta presoners. La valentia de Joan Mas i els altres combatents es contraposà amb la negligència dels talaiers, el casteller i el capità d'armes Pere Brull, que fou castigat amb el desterrament de la vila. Els fets es recorden cada mes d'agost, per les festes patronals, amb un simulacre de lluita entre Moros i Cristians. El segle xvii les incursions pirates continuaren, a menor escala, però s'afegí la conflictivitat derivada del bandolerisme.
La majoria de les cases daten del segle xvii i xviii, amb carrers molt estrets i compactes que li donen un aire medieval. La plaça central —la plaça Major— compta amb molts de cafès amb terrassa i és dominada per una gran església, l'església de Nostra Senyora dels Àngels.

## Població

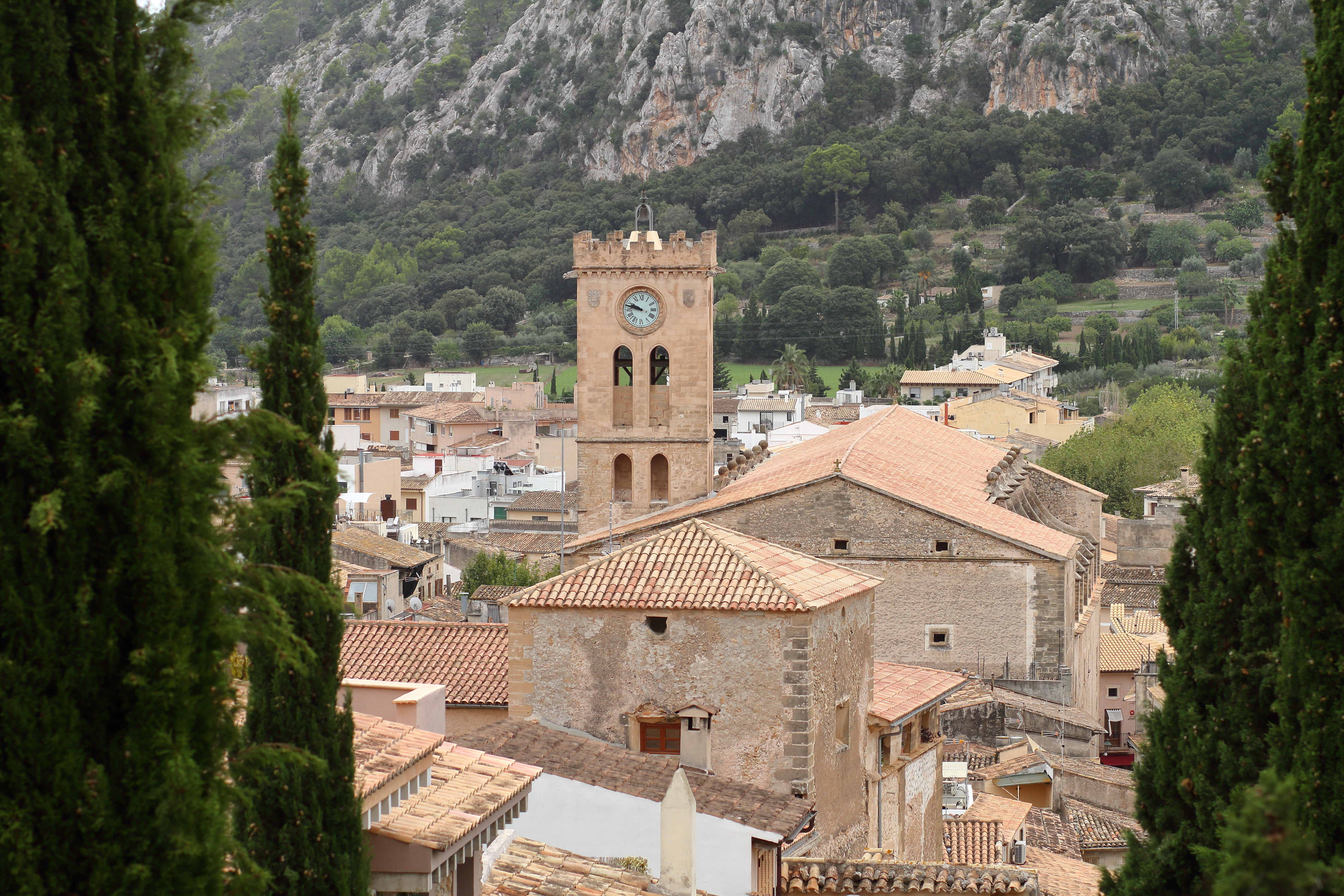
La Parròquia vista de dalt del Calvari

| Entitat de població  | Habitants (2024) |
| Pollença             | 9.313            |
| Port de Pollença     | 7.509            |
| Cala Sant Vicenç     | 346              |
| Aeròdrom Militar     | 81               |
| Bellresguard         | 50               |
| Can Singala          | 44               |
| Habitat              | 22               |
| el Vilà              | 16               |
| Urbanització la Font | 11               |
| Font: INE            |                  |

### Llinatges
Entre els primers pobladors de Pollença, hom troba destacats els llinatges Boada, Bonet, Bosc, Castelló, Cifre, Colomes, Company, Domènec, Fornells, Garraf, Garriga, Girona, Magre, Martorell, Marc, Maçanet, Peralada, Reus, Roger, Serra, Sitges, Torrella, Tortosa i Vives.
Actualment, els llinatges pollencins més comuns són Cifre i Cerdà, i també destaquen Vives, Llompard (Llompart), Seguí, Cànaves, Martorell, Sales (Salas), Plomer, Serra i Marc (March). Altres llinatges Campomar, Capllong (Capllonch), Llobera, Rull i Torrandell.

## Festes, mercats i fires
- Patrons:
  - 2/08: Mare de Déu dels Àngels, patrona de Pollença
  - 16/07: Mare de Déu del Carme, patrona del Port de Pollença

- Activitats anuals:
  - A mitjans de gener: Mitja Marató de Pollença (des de 2006). Concurs de Fotografies "Dones fotografien dones" (des de 2000). Cicle de conferències. Premis anuals de Narrativa Infantil i Juvenil "Guillem Cifre de Colonya". Concurs anual de Fotografia de Sant Antoni.
  - Juliol i agost: Festival Internacional de Música de Pollença.
  - Octubre: Diada de Cala Murta (anual).
  - Novembre (realment, de novembre a maig): cicle de conferències de diferents associacions i societats pollencines.

- Festes i Fires:[6]
  - 5 i 6 de gener: Festa dels Reis d'Orient. Cavalcada.
  - 17 de gener: Festes de Sant Antoni; el Pi de Ternelles.
  - Març/abril: Setmana Santa (Divendres Sant, Diumenge de Resurrecció i Dilluns de Pasqua amb pujada al Puig de Santa Maria).
  - Maig: Corpus Christi. Ball de les Àguiles. Fira de la Mar i Nàutica de Port de Pollença.
  - 16 de juliol: Festes de la Mare de Déu del Carme al Port de Pollença, patrona del Port.
  - 1 i 2 d'agost: Festes de la Patrona, la Mare de Déu dels Àngels. Festes dels Moros i Cristians.
  - Novembre: Fira anual de la Tardor (ramaderia, artesania i agrícola).

- Mercats:
  - Dimecres, al Port de Pollença.
  - Diumenges, a Pollença.

## Administració
| Candidatura | Candidatura             | Cap de llista       | Vots  | Regidors | % vots |
| ----------- | ----------------------- | ------------------- | ----- | -------- | ------ |
|             | PSOE                    | Martí March         | 2.137 | 6        | 31,5   |
|             | Tots per Pollença-EL PI | Bartomeu Cifre      | 1.614 | 4        | 23,79  |
|             | Més per Mallorca        | Joana Aina Campomar | 1.374 | 4        | 20,25  |
|             | PP                      | David Alonso        | 888   | 2        | 13,09  |
|             | Unió Mollera Pollencina | Andrés Nevado       | 555   | 1        | 9,7    |
| Total       | Total                   | 6.838               | 6.838 | 17       |        |

| Candidatura | Candidatura              | Cap de llista      | Vots  | Regidors | % vots |
| ----------- | ------------------------ | ------------------ | ----- | -------- | ------ |
|             | Tots per Pollença        | Bartomeu Cifre     | 2.070 | 6        | 30,86  |
|             | Junts Avançam            | Miquel Àngel March | 1.913 | 5        | 28,52  |
|             | Unió Mollera Pollencina  | Andrés Nevado      | 695   | 2        | 10,36  |
|             | Alternativa per Pollença | Marina Llobera     | 579   | 1        | 8,73   |
|             | Unides Podem             | Michael Muller     | 505   | 1        | 7,53   |
|             | PP                       | David Alonso       | 473   | 1        | 7,05   |
|             | PI                       | Josep Marquet      | 424   | 1        | 6,32   |
| Total       | Total                    | 6.659              | 6.659 | 17       |        |

| Candidatura | Candidatura              | Cap de llista      | Vots  | Regidors | % vots |
| ----------- | ------------------------ | ------------------ | ----- | -------- | ------ |
|             | Tots per Pollença        | Bartomeu Cifre     | 2.065 | 6        | 30,09  |
|             | Junts Avançam            | Miquel Àngel March | 1.996 | 6        | 29,09  |
|             | Alternativa per Pollença | Marina Llobera     | 880   | 2        | 12,82  |
|             | PI                       | Martí Roca         | 586   | 1        | 8,54   |
|             | Unió Mollera Pollencina  | Andrés Nevado      | 555   | 1        | 8,09   |
|             | PP                       | David Alonso       | 479   | 1        | 6,98   |
|             | GPP                      | Jaume Torrens      | 203   | 0        | 2,96   |
| Total       | Total                    | 6.915              | 6.915 | 17       |        |

## Personatges

### Pollencins il·lustres
- Flor Ricomana d'Oltzina, fundadora del Monestir del Puig de Maria (1312-1388).
- Joan Mas Cifre, heroi local (1520-1607).
- Joan Baptista Desbach i Martorell, religiós, bisbe d'Urgell (1617-1688).
- Jaume Cànaves March, bisbe de Malta (1953-1721).
- Bartomeu Rull Cànaves, bisbe de Malta (1691-1766).
- Alberta Giménez Adrover, religiosa i pedagoga (1837-1922). Coneguda com a "Mare Alberta".
- Ramon Picó i Campamar, escriptor, dramaturg i poeta (1848-1916); i Fill Il·lustre de Pollença.
- Guillem Cifre de Colonya, mestre, banquer i fundador de la caixa d'estalvis Colonya; Fill Il·lustre de Pollença i Fill Predilecte de Mallorca (1852-1908).
- Miquel Costa i Llobera, poeta i capellà (1854-1922); i Fill Il·lustre de Pollença.
- Joan Guiraud Rotger, poeta, deixeble de Costa i Llobera (1862-1887).
- Mateu Rotger i Capllonch, historiador i religiós (1862-1916).
- Llorenç Cerdà i Bisbal, pintor (1862-1955).
- Guillem Vives Rotger, capellà i un dels grans impulsors del moviment obrer catòlic a Mallorca (1866-1935).
- Miquel Capllonch Rotger, músic i compositor (1861-1935).
- Pere Josep Cànaves Salas, polític i batlle assassinat pel franquisme (1880-1938).
- Guillem Bestard Cànaves, fotògraf i Fill Il·lustre de Pollença (1881-1969).
- Dionís Bennàssar Mulet, pintor i Fill Il·lustre de Mallorca (1904-1967).
- Francesc Serra de Gayeta, historiador (1909-1983).
- Miquel Bota Totxo, poeta, escriptor, autor teatral, cronista oficial de la vila; i Fill Il·lustre de Pollença (1920-2005).
- Martí Vicenç Alemany, pintor, escultor (1926-1955).
- Antoni Seguí Bennàssar, mestre i poeta (1927-2002).
- Joan Forteza Bennàssar, futbolista (1934).
- Antoni Marquet Pasqual, pintor (1942).
- Teresa Cànaves Pallicer, religiosa i missionera (1944).[11]
- Miquel Cerdà Salas "Norai", pintor i galerista (1949-2018).[12]
- Xesca Ensenyat Seguí, escriptora (1952-2009).
- Miquel Àngel March Cerdà, geògraf, ecologista i polític (1958).[13]
- Pere Salas, historiador i escriptor (1963).[14]
- Antoni Xumet, poeta (1971).[15]
- Marcos Jiménez de la Espada Martín, futbolista (1985).

### Pollencins d'adopció
- Clara Hammerl, educadora i directiva de banca (1858-1931).
- Atilio Boveri, pintor argentí (1885-1949).[11]
- Tito Cittadini Podesta, pintor argentí (1886-1960).
- Anglada Camarasa, pintor català, destacat representant del postimpressionisme (1871-1959).
- Adan Diehl, pintor argentí (1891-1952).[16]
- Philip Newman, músic anglès (1904-1966).
- Aligi Sassu, pintor, escultor i ceramista italià (1912-2000).
- Príncep Enric d'Orleans i d'Orleans-Braganza, comte de Paris i duc de França (1933).

## Associacions
- Club Pollença (1910), club esportiu i cultural
- Fundació Rotger Villalonga
- Fundació Dionís Bennàssar
- Fundació Peter Maffay[17]
- Associacions de la Tercera Edat de Pollença i Port de Pollença
- ONG Dentistas sobre Ruedas
- Arrels Marines[18]